# 左良玉
左 良玉（さ りょうぎょく、1599年 - 1645年）は、明末・南明の将軍。字は昆山。

## 生涯
山東臨清の人。幼くして孤児になり、叔父に育てられた。
天啓年間に兵卒として、遼東での後金との戦いに従軍した。後、遼東車右営都司に上った。崇禎元年（1628年）、寧遠兵変で罪を得た。のちに総督侯恂（詩人侯朝宗の父）に認められ、副将に抜擢され、遼東で戦功を挙げた。関内にうつって農民叛乱の鎮圧にあたり、李自成や張献忠らと戦って総兵に上り、軍勢は数十万にいたった。
崇禎17年（1644年）、弘光帝が南京で即位すると、南京へ上り寧南伯に封ぜられた。平賊将軍に任ぜられ、武昌に駐屯した。首輔の馬士英らとそりが合わず、翌年、南北太子事件（崇禎帝の皇太子朱慈烺を称する人物が南京と北京に2人同時に現れた事件）の際、南京に現れた太子を本物とし、その救出を名目として馬士英を討つべく檄を飛ばし、挙兵して武昌から東下した。左良玉の部将の郝文忠は南京で放火略奪し、他の将軍らの激昂を買った。この間に清軍は大挙して南下し、左良玉は後悔先に立たず、血を吐いて急死した。

## 参考資料
- 『崇禎長編』
- 『南明史』
- 『明季北略』